# Malleostemon
Malleostemon es un género de plantas perteneciente a la familia Myrtaceae. Originario  de Australia. 

## Taxonomía
El género  fue descrito por John William Green y publicado en Nuytsia 4: 296. 1983.

## Especies
- Malleostemon hursthousei (W.Fitzg.) J.W.Green, Nuytsia 4: 297 (1983).
- Malleostemon minilyaensis J.W.Green, Nuytsia 4: 299 (1983).
- Malleostemon pedunculatus J.W.Green, Nuytsia 4: 301 (1983).
- Malleostemon peltiger (S.Moore) J.W.Green, Nuytsia 4: 303 (1983).
- Malleostemon roseus (E.Pritz.) J.W.Green, Nuytsia 4: 305 (1983).
- Malleostemon tuberculatus (E.Pritz.) J.W.Green, Nuytsia 4: 308 (1983).[2]